# Seleção Brasileira de Futebol Feminino Sub-17
A Seleção Brasileira de Futebol Feminino Sub-17 é a equipe de jogadoras com idade inferior a 17 anos que representa o Brasil nas principais competições internacionais femininas da categoria.

## Títulos
- Campeonato Sul-Americano: 5 (2010, 2012, 2018, 2022 e 2024)

## Elenco atual
Lista de atletas convocadas para a disputa do Campeonato Sul-Americano de 2018 , disputado na Argentina.
| Número | Nome             | Posição  | Clube                     |
| ------ | ---------------- | -------- | ------------------------- |
| #      | Alice            | Goleira  | União Desportiva Alagoana |
| #      | Pietra           | Goleira  | São José                  |
| #      | Lucilene         | Goleira  | Grêmio Osasco Audax       |
|        |                  |          |                           |
| #      | Yasmin           | Zagueira | Chapecoense               |
| #      | Lauren Eduarda   | Zagueira | São Paulo                 |
| #      | Isadora          | Zagueira | Internacional             |
| #      | Vitória Bruna    | Zagueira | São José                  |
| #      | Alessandra       | Zagueira | Sem Clube                 |
|        |                  |          |                           |
| #      | Bruna            | Lateral  | Chapecoense               |
| #      | Isabela          | Lateral  | São José                  |
| #      | Gissele          | Lateral  | Tiger/Luso Brasileiro     |
| #      | Vitória Nunes    | Lateral  | Centro Olímpico           |
|        |                  |          |                           |
| #      | Miriam Cristina  | Meia     | São Paulo                 |
| #      | Julia            | Meia     | Chapecoense               |
| #      | Vitória Ferreira | Meia     | São Paulo                 |
| #      | Maria Eduarda    | Meia     | São José                  |
| #      | Maria Luiza      | Meia     | Santos                    |
| #      | Layssa Cristina  | Meia     | Ceilândia                 |
|        |                  |          |                           |
| #      | Jheniffer        | Atacante | Tiger/Luso Brasileiro     |
| #      | Mariza           | Atacante | São José                  |
| #      | Wellistifany     | Atacante | São Paulo                 |
| #      | Amanda           | Atacante | Vila Guarani              |
| #      | Rafaela          | Atacante | Esporte Clube Mundo Novo  |
| #      | Queila           | Atacante | Bonfim-Campinas           |